# 淄博号导弹驱逐舰
“淄博”号导弹驱逐舰（舷号156）简称“淄博”舰，是052D型导弹驱逐舰十四号舰，现服役于中国人民解放军海军东部战区海军驱逐舰第六支队。此舰乃是052D型导弹驱逐舰加长版的第一艘，也是“驱六支”所接收的第三艘052D型导弹驱逐舰。“淄博”舰由江南造船负责建造，排水量较052D基础型增加了500吨，其最大的改进之处就在于更换了可捕捉隐身战机的517C米波反隐身雷达、舰尾直升机甲板拉长约4米，以便直-20上舰、优化舰载指挥系统和数据链系统以适应体系化作战，增加舰首缆孔。

## 服役活动
2022年6月21日，解放军海军4舰编队穿越宫古海峡，编队包括2艘052D型131号“太原”舰、156号“淄博”舰以及2艘054A型529号“舟山”舰、599号“安阳”舰。
2023年4月28日，解放军海军156号“淄博”舰与532号“荊州”舰、886号“千岛湖”舰编为第四十四批护航舰队，从浙江省舟山市起航，赴亚丁湾海域执行护航任务，任务期由2023年6月2日开始。
2023年6月17日，解放军海军156号“淄博”舰与904号“高邮湖”舰经宫古海陕前出西太平洋。
2024年6月30日，应汤加海军邀请，解放军海军156号“淄博”舰及904高邮湖舰抵达汤加以参加该国海军成立50周年庆祝活动。
2025年4月11日，解放军海军156号“淄博”舰与515号“滨州”舰经宫古海峡前出西太平洋，按计划开展演练。